# Cacciatore (soldato)

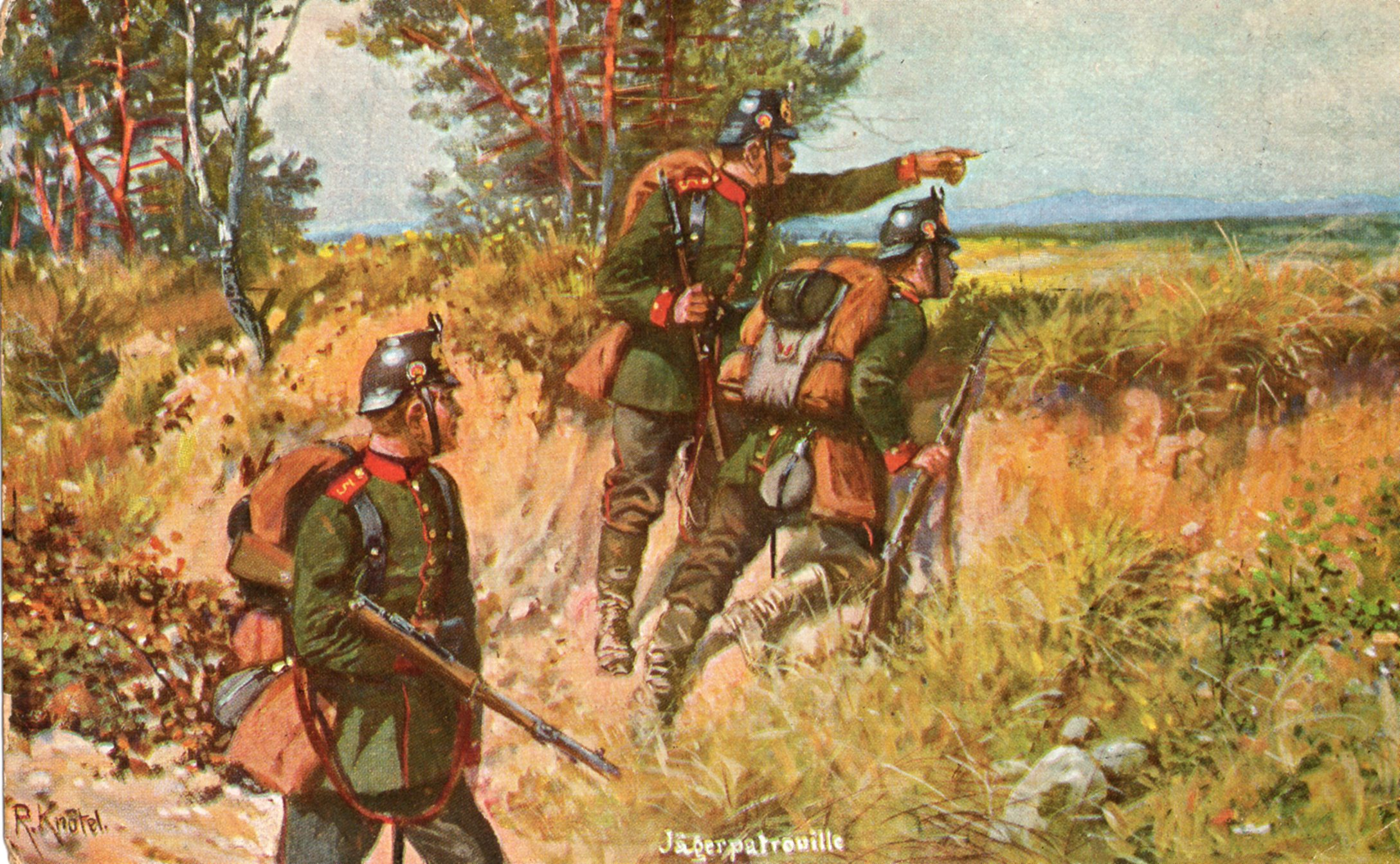
Una pattuglia di Jäger tedeschi nel 1911

Il cacciatore è un tipo di soldato appartenente a formazioni di fanteria o cavalleria, dotate di armamento leggero per essere veloci nei movimenti, che secondo i dettami della tattica militare ha il compito principale di eseguire azioni rapide ed improvvise.
Il nome deriva dalla similitudine fra le qualità richieste a questa categoria di soldato e quelle necessarie per la caccia (velocità, precisione nel tiro da lontano, furtività, destrezza). I cacciatori, a piedi o a cavallo e con diversi tipi di armamento, sono stati impiegati fin dall'antichità.
Nella terminologia militare delle grandi potenze militari della storia i reparti di unità militari terrestri specializzati di cacciatori sono stati denominati in vario modo: in Gran Bretagna come Rifles, in Francia come Chasseurs o Tirailleurs, nei paesi di lingua tedesca come Jäger.

## Storia

### Età antica

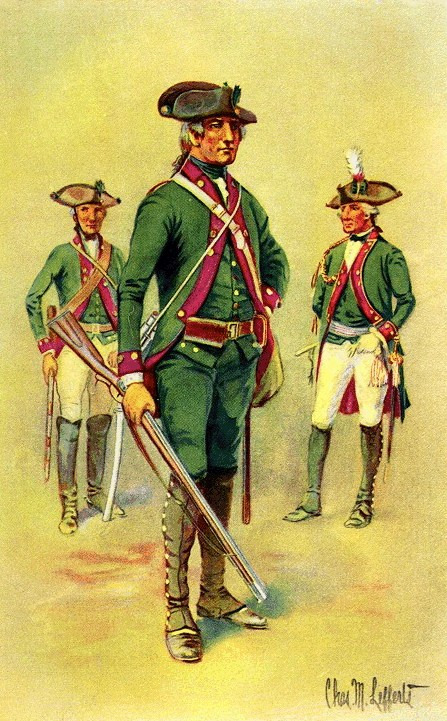
Tre cacciatori (jäger) dell'Assia-Kassel, reclutati al servizio del Regno di Gran Bretagna durante la guerra d'indipendenza americana.

Anche presso gli eserciti antichi delle età più remote, l'urto delle forze belligeranti veniva preceduto ed accompagnato dall'azione di alcuni nuclei di uomini, non inquadrati nelle pesanti formazioni falangitiche od in quelle, più articolate, della legione. Costoro, non gravati da pesanti armature, celermente precedevano il grosso del proprio esercito, lanciavano le prime frecce contro il nemico, quasi per obbligarlo ad un prematuro schieramento: durante il combattimento costituivano truppe leggere, particolarmente mobili, incaricate di concorrere a deprimere le forze morali e materiali dell'avversario, agendo sui suoi fianchi e sul suo tergo. Erano i veliti dei Romani, armati alla leggera, come era necessario per conferire loro la voluta rapidità di movimento.

### Età moderna
Con l'adozione delle armi da fuoco, (e più specialmente con il loro deciso prevalere sull'arma bianca nel XVII secolo), venne sempre tenuta presente la necessità di impiegare in modo analogo reparti di truppa agili, atti a prendere in contatto con il nemico e a tormentarlo, mediante l'abile sfruttamento del fuoco e del terreno, fatto individualmente. Si dovette mutare il criterio secondo il quale occorreva scegliere ed istruire questi uomini per renderne più efficace l'azione individuale. Essi non soltanto ebbero un equipaggiamento e un armamento più leggero, ma furono scelti per qualità fisica e, soprattutto, per la speciale abilità nel sapersi valere dell'arma da fuoco. Infatti, a partire dal XVII secolo, nei vari eserciti dell'epoca si trassero degli archibugieri i migliori tiratori, i soldati più resistenti alla corsa, in modo che fossero particolarmente adatti per agguati e scoperte, per scaramucce e spiare, per molestare e danneggiare il nemico.
Questa l'origine prima dei cacciatori, nome che ricorda il complesso di resistenza fisica, di abilità nel tiro, di particolare accorgimento, di prontezza agli stratagemmi, le qualità necessarie appunto in coloro che inseguono, per abbattere la selvaggina. Non altrimenti furono detti cacciatori i migliori cavalli di guerra.
In Germania, esistevano reparti di cacciatori scelti armati di carabine, che servirono come truppe leggere, istituiti nel 1631 dal langravio Guglielmo d'Assia.

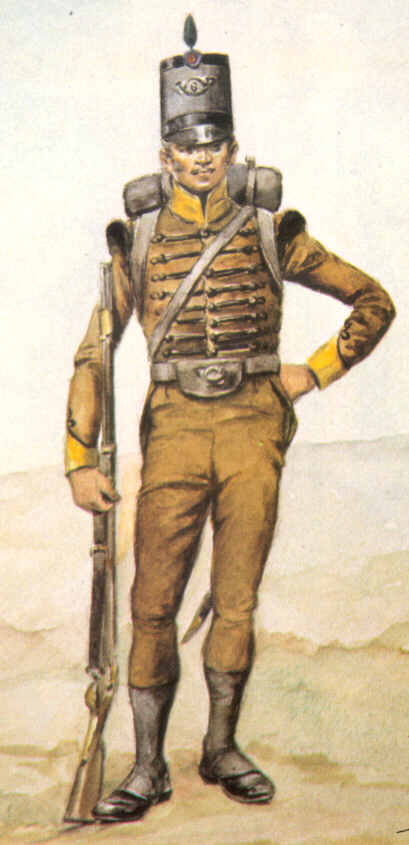
Cacciatore portoghese (Caçadores) del 1811

Tuttavia l'impiego del vocabolo cacciatori, per indicare reparti di truppa organicamente costituiti per gli scopi sopra detti, si deve far risalire a Federico II di Prussia, che arruolava nelle sue compagnie scelte di fanteria i figli dei suoi celebri guardiacaccia della Pomerania, uomini alti, ben fatti e abilissimi nel tiro. Successivamente reparti simili si istituirono in tutti gli eserciti d'Europa. La Francia fu anzi una delle nazioni più pronte a seguire l'esempio del re di Prussia già nel 1743, durante la I guerra di Slesia, con la creazione dei "Cacciatori di Fischer", una compagine di franchi tiratori dell'esercito reale, composta da quattrocento fantaccini e duecento cavalieri.

### Età contemporanea
Durante la guerra d'indipendenza americana l'esercito britannico dovette affrontare le truppe americane costituite in buona parte da miliziani particolarmente abili nella guerra irregolare nei boschi e nelle campagne; i britannici per controbattere queste tattiche, impiegarono numerose compagnie di cacciatori (jäger) mercenari tedeschi reclutati nello stato dell'Assia-Kassel tra i boscaioli e i guardiacaccia. I cacciatori assiani dimostrarono agilità, velocità, intelligenza e buona precisione al tiro. Questi reparti, bene addestrati, equipaggiati per i combattimenti in ordine sparso su terreno irregolare e guidati da ufficiali molto capaci come i colonnelli von Donop e von Wurmb e i capitani Ewald, Emmerich e Hinrichs, si distinsero per audacia e abilità nel corso di una lunga serie di combattimenti e schermaglie.
Attraverso tutto il XIX secolo le formazioni di cacciatori furono conservate, sia pure assumendo speciali nomi nei vari paesi (carabinieri, volteggiatori, bersaglieri ecc.). Man mano che l'aumentata potenza del fuoco delle armi portatili e l'efficacia sempre maggiore del tiro delle artiglierie resero a poco a poco indispensabile estendere a tutta la fanteria di linea i procedimenti del combattimento in cacciatori, fino a che questo divenne il noto ordine sparso dell'anteguerra, la specialità dei cacciatori perdette le sue essenziali caratteristiche. Così che, se, all'inizio del XX secolo, troviamo ancora reparti di cacciatori in molti eserciti d'Europa, essi non conservano degli antichi corpi che l'uniforme e le tradizioni, costituendo una specie di fanteria scelta, fornita di speciali attitudini fisiche e di maggiore resistenza alle fatiche.

## Classificazione

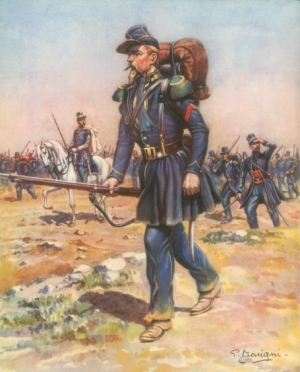
Cacciatore di fanteria (Chasseur à pied) francese nel 1845

In seguito al generalizzarsi dell'adozione dei cacciatori alla fine del XVIII secolo si ebbero:
- Cacciatori di battaglia: soldati scelti e appositamente istruiti, appartenenti ai comuni reggimenti di fanteria di linea. Essi erano chiamati fuori dai ranghi in caso di bisogno;
- Cacciatori a piedi: oltre a quelli già citati di Federico II, tra i primi reparti costituiti in Francia (oltre a quelli impegnati nella Prima guerra di Slesia, Victor-François de Broglie assegnò nel 1760 una compagnia ad ogni battaglione di fanteria di linea, per poi, alcuni anni dopo, tra il 1766 e il 1771, far riunire le compagnie cacciatori in speciali reggimenti, armati di fucile più corto, e adatti a combattere come fanteria comune che come cacciatori. Simili ai cacciatori debbono considerarsi i bersaglieri italiani. Napoleone I sciolse i reparti cacciatori e li sostituì con i volteggiatori.
- Cacciatori a cavallo: così chiamati, tanto in Francia che in Russia e in altri Stati d'Europa, quanti appartenevano ad alcuni reggimenti di cavalleggeri, nei quali l'istruzione individuale e quella di pattuglia avrebbero dovuto prevalere su quella di squadrone. In realtà tale scopo non fu mai a pieno raggiunto ed i cacciatori a cavallo finirono con il distinguersi dalla comune cavalleria leggera solo per l'uniforme e per alcuni particolari di equipaggiamento. Essi trassero la loro prima origine in Francia, il 15 agosto 1757, quando ebbe tale nome l'antica legione a cavallo, costituita nel 1743, dal colonnello Fischer, quale nucleo di addestramento per arditi e cavalieri, adatti anche a combattere isolatamente. Nella stessa Francia, nel 1776, venne assegnato uno squadrone cacciatori ad ogni reggimento di dragoni (fanteria montata). I cacciatori a cavallo, imitati anch'essi rapidamente presso gli altri eserciti d'Europa, ebbero in Francia momenti di splendore e momenti di decadenza, tanto che da un massimo di ventisei reggimenti, raggiunto tra il 1784 ed il 1836, si giunge poi ad una forma minima di sei reggimenti.